# Bratenahl, Ohio
Bratenahl, Ohio (енгл. Bratenahl) град је у америчкој савезној држави Охајо.

## Демографија
По попису из 2010. године број становника је 1.197, што је 140 (-10,5%) становника мање него 2000. године.
| Група             | 2000.         | 2010.       |
| Белци             | 1.126 (84,2%) | 954 (79,7%) |
| Афроамериканци    | 165 (12,3%)   | 186 (15,5%) |
| Азијати           | 10 (0,7%)     | 30 (2,5%)   |
| Хиспаноамериканци | 15 (1,1%)     | 11 (0,9%)   |
| Укупно            | 1.337         | 1.197       |